# Pseudocereal
Els pseudocereals són plantes que no són pas gramínies (són de fulla ampla), però que s'empren de la mateixa manera que els cereals, que sí que són gramínies. Se'n pot moldre les llavors per a convertir-la en farina i fer-la servir com a tal. No contenen gluten.
Els pseudocereals més utilitzats són l'amarant (la varietat més coneguda del qual és la cua de guineu), la quinoa i el fajol.